# Peder Fredricson
Carl Peder Fredricson (* 30. Januar 1972 in Flen) ist ein schwedischer Springreiter, Europameister und Medaillengewinner bei Olympischen Spielen. Zuvor war er als Vielseitigkeitsreiter erfolgreich.

## Werdegang

### Kindheit und Vielseitigkeitsreiten
Fredricson Vater Ingvar Fredricson war Tierarzt, Anfang der 1980er Jahre übernahm dieser die Leitung des Schwedischen Nationalgestüts Flyinge. Als Peder Fredricson wenige Wochen alt war, zog seine Familie auf den Hof Kungshamn, eine Anlage am südlichen Rand von Uppsala. Wie sein älterer Bruder Jens Fredricson, der auch als Springreiter bis hin zu Olympischen Spielen aktiv ist, fing Peder Fredricson dort mit dem Reiten auf Ponys an.
Zunächst war Peder Fredricson im Vielseitigkeitsreiten aktiv. Im Jahr 1989 gewann er mit der Stute Hilly Trip die Goldmedaille bei den Junioren-Europameisterschaften. Drei Jahre später gewann das Paar die Luhmühlener Vielseitigkeit und waren Mitglieder der schwedischen Vielseitigkeitsequipe bei Olympischen Spielen in Barcelona. Erst 20 Jahre alt, war Fredricson damit der bis dahin jüngste schwedische Olympia-Reiter aller Zeiten. Infolgedessen entschied sich Peder Fredricson, den Reitsport professionell zu betreiben und ging hierzu in das „Mutterland des Vielseitigkeitssport“ nach Großbritannien. Hier arbeitete und lernte bei einigen international erfolgreichen Vielseitigkeitsreitern, so etwa bei Mark Todd. 1994 nahm er erstmals an den Weltreiterspielen teil.
Bei den schwedischen Meisterschaften der Vielseitigkeitsreiter gewann Fredricson 1999 mit Fearless Phil die Silbermedaille. Im Jahr 2000 hatte er mit dem Wallach Cocteau noch Erfolge im Vielseitigkeitsreiten, etwa bei der Vielseitigkeits-Langprüfung von Boekelo. Nachdem er seine spätere Ehefrau, die bereits Springreiterin war, kennenlernte, hatte Fredricson begonnen, neben der Vielseitigkeit auch im Springreiten zu starten. Anfang der 2000er Jahre entschied er sich, sich auf das Springreiten zu konzentrieren.

### Erste Erfolge als Springreiter

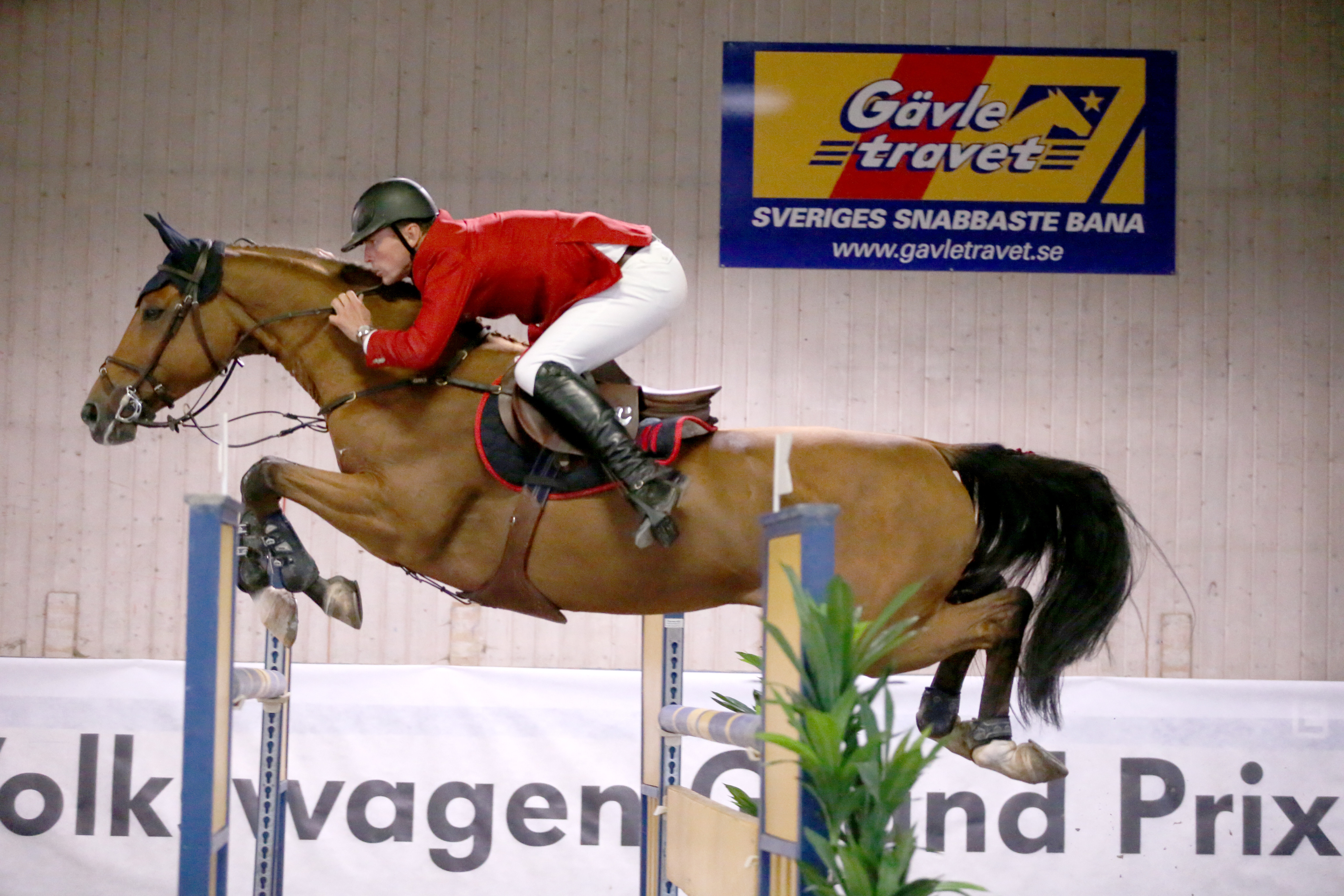
Peder Fredricson mit Holliday (Oktober 2014)

Mit dem Hengst Levantos II konnte Peder Fredricson in den Jahren 2001 und 2002 bei den schwedischen Meisterschaften direkt mit den professionellen Springreitern mithalten. Seinen ersten Durchbruch im Springreiten hatte er jedoch mit dem Wallach Magic Bengtsson. Mit diesem Pferd nahm Peder Fredricson 2004 erneut an Olympischen Spielen, dieses Mal im Springreiten, teil. In der Mannschaftswertung gewann er mit Silbermedaille seine erste olympische Medaille, in der Einzelwertung kam er ex aequo mit weiteren Reitern auf den vierten Rang.
Während Magic Bengtsson später verkauft wurde und mit Björn Nagel 2008 an den Olympischen Spielen teilnahm, baute Fredricson den Schimmelwallach Arctic Aurora Borealis als sein nächstes Erfolgspferd auf. Mit diesem war er mehrfach Teil schwedischer Nationenpreis-Mannschaften. Zwischen 2010 und Anfang 2016 wurde Peder Fredricson konstant zwischen den Plätzen 100 und 200 der Weltrangliste geführt.

### In der Weltspitze
Der Sprung in der Weltspitze gelang Fredricson mit dem Wallach All In: Mit diesem war er bereits 2015 Sieger im Großen Preis von Göteborg (CSI 5*-W) und  Teil zweier erfolgreichen Nationenpreismannschaften. Im Jahr 2016 dann war das Paar unter den besten drei in den Großen Preisen von Liverpool (CSI 4*), Braunschweig (CSI 4*), Herning (CSI 3*) und Rom (CSIO 5*) und wurde nach erfolgreichen Nationenpreiserfolgen auch im Jahr 2016 für die Olympischen Spiele in Rio de Janeiro nominiert. Während Schweden in der Mannschaftswertung keine entscheidende Rolle spiele, zogen Fredricson und All In in das Stechen der Einzelentscheidung ein. Hier waren sie knapp langsamer als Nick Skelton und Big Star und gewannen die Silbermedaille.

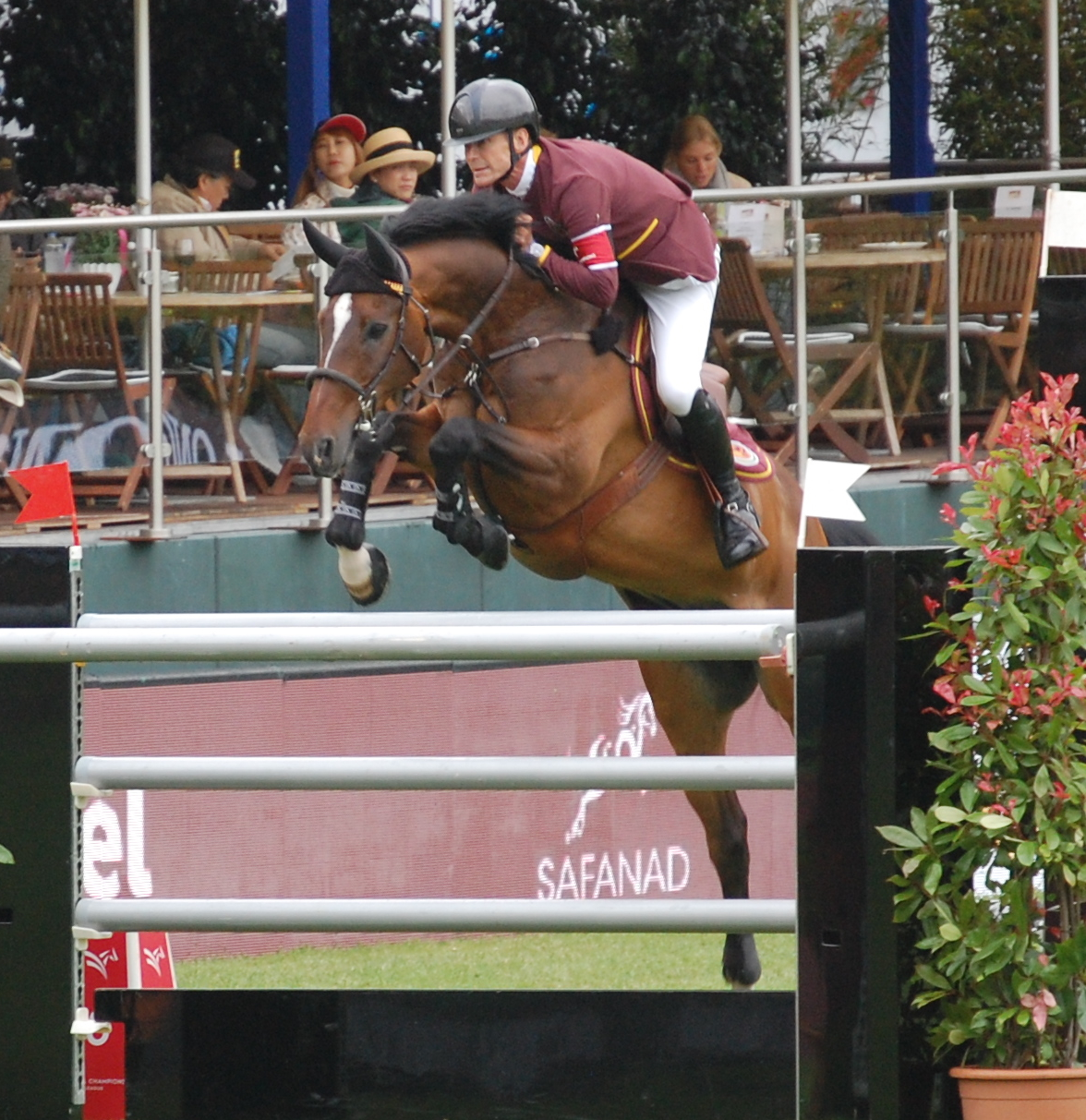
Peder Fredricson mit Zacramento im Einsatz für das Team „Shanghai Swans“ (CSI 5* Hamburg 2019)

Ein Jahr später konnte Peder Fredricson diesen Erfolg bei den Europameisterschaften in Göteborg übertrumpfen: Ohne einen Fehler in der Mannschaftswertung trug er mit All In entscheidend zum Silbermedaillengewinn der schwedischen Equipe bei. In der Einzelwertung sicherte sich das Paar den Europameistertitel vor heimischem Publikum. In den Jahren 2016 und 2017 wurde Peder Fredricson mit dem schwedischen Sportpreis Radiosportens Jerringpris ausgezeichnet.
2018 war Fredricsons erste richtig erfolgreiche Saison in der Global Champions Tour. Bei den Weltreiterspielen 2018 war er mit dem Wallach Christian K an einer weiteren Mannschafts-Silbermedaille für Schweden beteiligt. Das Jahr 2019 begann mit einem dritten Rang bei Weltcupfinale in Göteborg, führte über eine Top-10-Platzierung bei den Europameisterschaften in Rotterdam und endete mit einem Sieg als Bestandteil des Teams „Shanghai Swans“ beim Global Champions League Playoffs in Prag. Von 2017 bis 2020 war Peder Fredricson beständig in den Top 10 der Weltrangliste.
Zusammen mit dem Wallach Catch me Not S gewann Fredricson im Mai 2021 die Global Champions Tour-Etappe von Saint-Tropez. Bei den um ein Jahr verschobenen Olympischen Sommerspielen in Tokio, wo er mit All In antrat, gewann Fredricson seine erste Mannschafts-Goldmedaille. In der Einzelentscheidung war er wie in Rio de Janeiro im Stechen knapp langsamer als ein britischer Reiter und gewann erneut olympisches Einzelsilber. Für die Abschlussfeier der Sommerspiele in Tokio wurde Fredricson als Fahnenträger Schwedens ausgewählt. An den wenige Wochen später durchgeführten Europameisterschaften in Riesenbeck nahm Peder Fredricson mit Catch me Not S teil und gewann dort die Einzel-Bronzemedaille.
Peder Fredricson ist ausgebildeter Grafikdesigner, neben seiner sportlichen Laufbahn hat er längere Zeit in Teilzeit in diesem Berufsfeld gearbeitet. Im Jahr 2012 schrieb der Weltpferdesportverband FEI die Neugestaltung der Piktogramme seiner Sportdisziplinen aus, der Beitrag von Fredricson gewann den Wettbewerb. Verheiratet ist Peder Fredricson mit Lisen Bratt Fredricson, die bis 2013 ebenfalls als Springreiterin aktiv war und Schweden in Nationenpreisen vertrat. Beide haben zusammen drei Söhne und betreiben einen Reitstall in Vitaby in der Gemeinde Simrishamn.

## Pferde

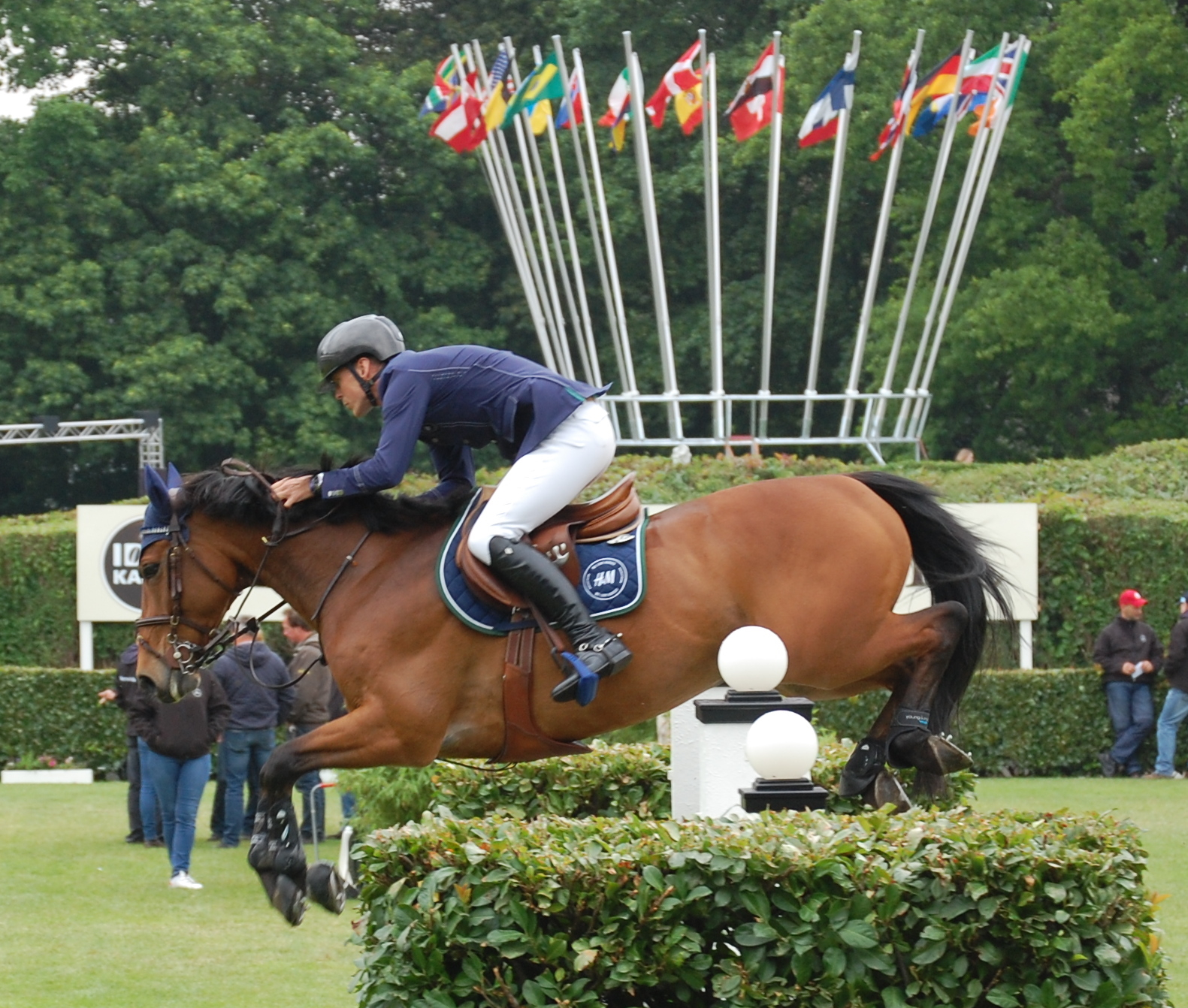
Peder Fredricson und All In (Mai 2019)

Wichtige Pferde im Werdegang von Peder Fredricson waren bzw. sind:
- H&M All In (* 2006), Belgisches Sportpferd (SBS), brauner Wallach, Vater: Kashmir van Schuttershof, Muttervater: Andiamo Z[17]
- Catch me Not S (* 2006), Schwedisches Warmblut, Schimmelwallach, Vater: Cardento, Muttervater: Ramiro's Son[18]
- H&M Christian K (* 2007), brauner KWPN-Wallach, Vater: Namelus R, Muttervater: Calvados[19]
- H&M Arctic Aurora Borealis (* 1999), Finnisches Warmblut, Schimmelwallach, Vater: Corrado, Muttervater: Almeto Z; zuletzt 2012 im internationalen Sport gestartet[20]
- H&M Magic Bengtsson (* 1994), brauner Holsteiner Wallach, Vater: Andos, Muttervater: Lagretto; nach 2005 von Björn Nagel, Cassio Rivetti und Christoffer Lindenberg geritten[21]
- Hilly Trip (* 1982), Englisches Vollblut, Stute, Vater: Hill's Double xx, Muttervater: High Flown xx[8]

## Ergebnisse bei Championaten und Weltcupfinals
Vielseitigkeitsreiten:
- Olympische Sommerspiele:
  - 1992, Barcelona: mit Hilly Trip 11. Platz mit der Mannschaft und 14. Platz im Einzel

- Weltmeisterschaften:
  - 1994, Den Haag: mit Down Under 13. Platz im Einzel

- Europameisterschaften:
  - 1989, Lausanne (Junioren): mit Hilly Trip 2. Platz mit der Mannschaft und 1. Platz im Einzel
  - 1991, Turin (Junge Reiter): mit Hilly Trip Teilnahme

- Schwedische Meisterschaften (in Auswahl):
  - 1999, Vinslöv: mit Fearless Phil 2. Platz im Einzel

Springreiten:
- Olympische Sommerspiele:
  - 2004, Athen: mit Magic Bengtsson 2. Platz mit der Mannschaft und 4. Platz im Einzel
  - 2016, Rio de Janeiro: mit All In 7. Platz mit der Mannschaft und 2. Platz im Einzel
  - 2020 (2021), Tokio: mit All In 1. Platz mit der Mannschaft und 2. Platz im Einzel

- Weltmeisterschaften:
  - 2010, Lexington: mit Arctic Aurora Borealis 6. Platz mit der Mannschaft und 48. Platz im Einzel
  - 2014, Caen: mit Sibon 6. Platz mit der Mannschaft und 60. Platz im Einzel
  - 2018, Tryon: mit Christian K 2. Platz mit der Mannschaft und 19. Platz im Einzel

- Europameisterschaften:
  - 2005, San Patrignano: mit Magic Bengtsson 8. Platz mit der Mannschaft und 15. Platz im Einzel
  - 2017, Göteborg: mit All In 2. Platz mit der Mannschaft und 1. Platz im Einzel
  - 2019, Rotterdam: mit All In 5. Platz mit der Mannschaft und 7. Platz im Einzel
  - 2021, Riesenbeck: mit Catch me Not S 4. Platz mit der Mannschaft und 3. Platz im Einzel

- Schwedische Meisterschaften (in Auswahl):
  - 2001, Skövde: mit Levantos 5. Platz im Einzel
  - 2002, Strömsholm: mit Levantos 5. Platz im Einzel
  - 2005, Strömsholm: mit Magic Bengtsson 2. Platz im Einzel
  - 2008, Enköping: mit Arctic Aurora Borealis 4. Platz im Einzel
  - 2011, Helsingborg (Hallenmeisterschaft): mit Arctic Aurora Borealis 3. Platz im Einzel

- Weltcupfinale:
  - 2019, Göteborg: mit All In 3. Platz

- Nations-Cup-Finale:
  - 2014, Barcelona: mit Sibon als Teil der schwedischen Mannschaft 3. Platz
  - 2017, Barcelona: mit Christian K als Teil der schwedischen Mannschaft 5. Platz
  - 2018, Barcelona: mit Christian K als Teil der schwedischen Mannschaft 6. Platz
  - 2019, Barcelona: mit All In als Teil der schwedischen Mannschaft 3. Platz[22]